# Eryk Lubos
Eryk Lubos (ur. 6 września 1974 w Tarnowskich Górach) – polski aktor filmowy i teatralny.

## Życiorys
W 1993 ukończył I Liceum Ogólnokształcące im. Stefanii Sempołowskiej w Tarnowskich Górach, w 1998 ukończył studia na Wydziale Aktorskim we Wrocławiu Państwowej Wyższej Szkoły Teatralnej im. Ludwika Solskiego w Krakowie. W 1996 zadebiutował w teatrze.
Był aktorem Teatru Współczesnego we Wrocławiu, obecnie występuje w TR Warszawa oraz Teatrze 6.piętro.
Laureat m.in. Nagrody im. Zbyszka Cybulskiego w roku 2009 za rolę w filmie Moja krew oraz nagrody dla najlepszego aktora Międzynarodowego Festiwalu Filmowego w Karlowych Warach (2012).

## Życie prywatne
Od lat uprawia boks. Z pierwszego małżeństwa ma syna Franciszka, z innego związku córkę Antoninę.

## Filmografia
- 1998: Życie jak poker jako Dealer
- 1999: Wszystkie pieniądze świata jako Bolek
- 2002: Świat według Kiepskich jako Dresiarz (odc. 110)
- 2003: Stara baśń. Kiedy słońce było bogiem jako jeździec
- 2003: Fala zbrodni jako "Karumow"" (odc. 1)
- 2004: Ono jako Rysiek, mąż Iwonki
- 2004: W dół kolorowym wzgórzem jako Marek, członek bandy Tadka
- 2004–2005: Oficer jako Leszek Januchta "Juby", człowiek "Granda" (odc. 2-7)
- 2004: Stara baśń jako Jeździec
- 2005: Bar na rogu
- 2005: Przebacz jako Benek
- 2005: Solidarność, Solidarność... jako Staszek Wielki wóz
- 2005: Karol. Człowiek, który został papieżem jako UB-ek w redakcji Tygodnika Powszechnego
- 2005: PitBull jako diler Łazienny
- 2005, 2007: Pitbull jako diler Łazienny (odc. 2-3) ;Adam Szczypiorski, wspólnik Katery (odc. 7)
- 2005: Pensjonat pod Różą jako Jureczek, ojciec Antosia (odc. 70-71)
- 2005: Okazja jako Rympał (odc. 10)
- 2005–2006: Codzienna 2 m. 3 jako Przemo, przyjaciel Piotra z podstawówki (odc. 2, 7, 13, 14, 18, 20-22)
- 2005: Boża podszewka II jako żołnierz rosyjski (odc. 6)
- 2006: Oficerowie (2006) jako Leszek Januchta "Juby", człowiek "Granda" (odc. 14)
- 2006: Miasto ucieczki jako Tomek
- 2006–2008: Magiczne drzewo jako Mechanik/Akustyk (odc. 6, 8)
- 2006: Kryminalni jako Roman Kleszcz (odc. 47)
- 2006: Z odzysku jako sędzia bokserski
- 2007: Środa, czwartek rano jako Rumun
- 2007: Wszystko będzie dobrze jako sponsor
- 2007: Ryś jako płatny zabójca Dukan
- 2007: Non-stop kolor jako Marcel Łysy
- 2007: Prawo miasta jako współwięzień Henzela (odc. 14)
- 2007: Magda M. jako Krystian Kołek, właściciel Pucia (odc. 51)
- 2007: Determinator jako Neon (odc. 3 i 5)
- 2008: Tysiąc zakazanych krzaków jako Bugi

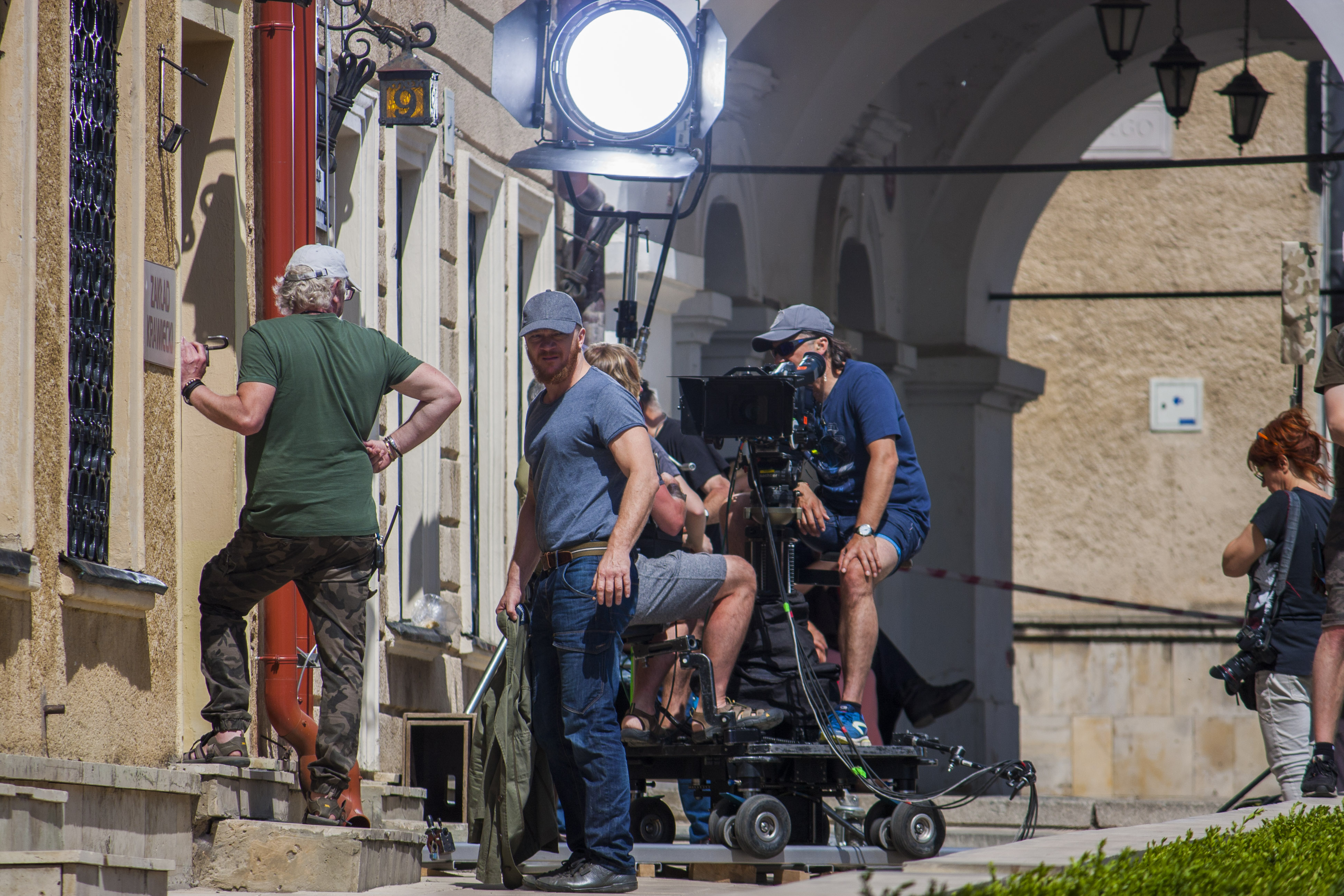
Eryk Lubos na planie zdjęciowym w Sandomierzu w 2018 roku (serial Ojciec Mateusz)

- 2008-2022: Ojciec Mateusz jako więzień Waldemar Grzelak "Pluskwa"
- 2008: Magiczne drzewo jako akustyk
- 2008: Boisko bezdomnych jako Roman Gawron Indor
- 2008: Jak żyć? jako Marcin, przyjaciel Kuby
- 2009: Demakijaż jako Łysy
- 2009: Siostry jako Kordian Morawski Morawa, brat siostry Klary (odc. 4)
- 2009: Janosik. Prawdziwa historia jako Gabor
- 2009: Dom zły jako Petrycki
- 2009: Moja krew jako Igor
- 2009: Piotrek trzynastego jako Freddy Krueger
- 2009: Londyńczycy jako ksiądz (odc. 16)
- 2009: Janosik. Prawdziwa historia jako Gabor
- 2010: Wenecja jako nauczyciel Bagiński
- 2010: Wenecja jako nauczyciel Bagiński
- 2010: Usta Usta jako Bronek (odc. 7)
- 2010: Trick jako "Kosa"
- 2010: Skrzydlate świnie jako "Moher"
- 2010: Made in Poland jako Zenek
- 2010: 1920. Wojna i miłość jako dowódca szwadronu kozaków w RKKA Wasilij Tkaczenko
- 2010: Grunwald. Walka 600-lecia jako rycerz Korony
- 2011: Róża jako Wasyl
- 2011: Prosto z nieba jako ochroniarz
- 2012: Dziewczyna z szafy jako Dzielnicowy Krzysztof
- 2012: Zabić bobra jako Eryk[5]
- 2012: Trick jako "Kosa"
- 2012: Rewelacyjny film
- 2012: Misja Afganistan jako sierżant Stefan Zientecki "Zbój", pomocnik dowódcy II plutonu
- 2012: Dzień kobiet jako Eryk Gąsiorowski, szef Haliny Radwan
- 2013: Był sobie dzieciak jako Ukrainiec Jowa, członek oddziału Dirlewangera
- 2013–2014: To nie koniec świata jako Darek Rudzki, chłopak Ulki (odc. 1-9, 11 i 13-26)
- 2013: Stacja Warszawa jako Matejuk Igła
- 2013: Drogówka jako sierżant sztabowy Marek Banaś
- 2013: Czas honoru jako Lebiediew, pułkownik NKWD
- 2014: Arizona w mojej głowie jako Ben
- 2014: Pod Mocnym Aniołem jako Bukowski
- 2014: Molehill jako dziad z koniem
- 2014: Służby specjalne jako Rafał "Rafun"
- 2015: Służby specjalne jako Rafun (odc. 2,4-5)
- 2015: Prawo Agaty jako Michał Cybulski, przyrodni brat Agaty (odc. 81, 83, 85 i 87–93)
- 2015: Chinese Husky jako ojciec
- 2015: Chemia jako ksiądz "Panda"
- 2016: Wołyń jako Zajdel
- 2016: Prosta historia o morderstwie jako Marcin
- 2016: Mały Jakub jako ojciec Jakuba
- 2016: Las jako Eryk/Starzec
- 2017: W rytmie serca jako chorąży Czesław Rak, kłusownik, były komandos, który uratował zaginionego Grzegorza Biernackiego, syna Marii Biernackiej i Adama Żmudy (odc. 7)
- 2017: Sztuka kochania. Historia Michaliny Wisłockiej jako Jurek[6]
- 2017: Gwiazdy jako Helmut Danisz, ojciec Marleny, mąż Anny
- 2017 Gotowi na wszystko. Exterminator jako Ewaryst Wirski, zastępca pani burmistrz
- 2017: Belle Epoque jako Henryk Skarżyński, przyjaciel Jana
- 2018: Ślepnąc od świateł jako Marek Żakowski (odc. 2 i 4-7)
- 2018: Mam na imię Sara jako Pawło
- 2018:Miłość jest wszystkim jako Dominik Woliński, były mąż Krysi
- 2018: 1983 jako Tobiasz Marcinkiewicz (odc. 4)
- 2018: Ojciec Mateusz jako aspirant Waldemar Grzelak (odc. 250)
- 2019: Underdog jako Borys "Kosa" Kosiński, zawodnik MMA
- 2019: Pan T.
- 2020: Brigitte Bardot cudowna jako Cézanne
- 2020: Psy 3. W imię zasad jako "Spinaker"
- 2020: Osaczony jako detektyw Kron
- 2021: Pajęczyna jako Stanisław Wanio
- 2021: Kuchnia jako Borys Szulc
- 2021: Wolka jako mąż Doroty
- 2021: Rój
- 2021: Las jako Eryk/Starzec
- 2022: Erynie jako Zygmunt Hanas
- 2022: Odwilż jako Ryszard Kreutz
- 2022: Jak pokochałam gangstera jako "Kleks"
- 2022: Tata jako Michał
- 2024: Diabeł jako Max Achtelik

### Polski dubbing
- Toy Story: Horror (Toy Story of Terror, 2013) jako kapral Karl
- Uniwersytet Potworny (Monsters University, 2013) jako Art
- Święty Mikołaj dla wszystkich (Trippel Trappel Dierensinterklaas, 2014)
- Wielka szóstka (Big Hero 6, 2014) jako Fred
- Wilq Negocjator (2014) jako Wilq
- Gwiezdne wojny: Ostatni Jedi (Star Wars: The Last Jedi, 2017) jako DJ

## Nagrody i wyróżnienia
- XVI Festiwal Szkół Teatralnych w Łodzi – nagroda Wydziału Radia i Telewizji Uniwersytetu Śląskiego oraz wyróżnienie za umiejętności komediowe zaprezentowane w Igraszkach z diabłem (1998)
- Nagroda Wrocławskiego Towarzystwa Przyjaciół Teatru za najciekawszą rolę męską w Zwycięstwie (2004)
- Festiwal Polskich Filmów Fabularnych – nagroda Złote Lwy za drugoplanową rolę męską w filmie Boisko bezdomnych (2008)
- Nagroda im. Zbyszka Cybulskiego za rolę w filmie Moja krew (2009)
- Nagroda –„Jańcio Wodnika”, na Ogólnopolskim Festiwal Sztuki Filmowej „Prowincjonalia”, za rolę w filmie Moja krew (2010)
- Nagroda Złotej Afrodyty, na Cypryjskim Międzynarodowym Festiwalu Filmowym, za najlepszą rolę męską, w filmie Moja krew (2010)
- Międzynarodowy Festiwal Filmowy w Karlowych Warach – nagroda dla najlepszego aktora, za udział w filmie Zabić bobra (2012)
- Nominowany do Nagrody Polskiego Kina Niezależnego im. Jana Machulskiego, za rolę w filmie Miasto ucieczki (2006)
- Nominowany do nagrody Złota Kaczka, za rolę w filmie Moja krew (2009)
- Nominowany do nagrody Złota Kaczka, za rolę w filmie Prosto z nieba (2011)
- Nominowany do nagrody Orzeł, za rolę w filmie Prosto z nieba (2011)
- Nominowany do nagrody Orzeł, za rolę w filmie Dziewczyna z szafy (2014)